# Dasybasis setipalpis
Dasybasis setipalpis är en tvåvingeart som beskrevs av Burger 1995. Dasybasis setipalpis ingår i släktet Dasybasis och familjen bromsar.
Artens utbredningsområde är Nya Kaledonien. Inga underarter finns listade i Catalogue of Life.